# Cardiorhinus beckeri
Cardiorhinus beckeri is een keversoort uit de familie kniptorren (Elateridae). De wetenschappelijke naam van de soort is voor het eerst geldig gepubliceerd in 1979 door Golbach.